# Молодіжний чемпіонат світу з футболу 1993
Молодіжний чемпіонат світу з футболу 1993 року (англ. 1993 FIFA World Youth Championship) — 9-ий розіграш молодіжного чемпіонату світу, що проходив з 5 по 20 березня 1993 року в Австралії. Перемогу здобула збірна Бразилії, яка перемогла у фіналі Гану з рахунком 2:1 і таким чином здобула третій трофей у своїй історії. Найкращим гравцем турніру став бразилець Адріано.
Турнір проходив на п'яти стадіонах в п'яти містах: Аделаїда, Брисбен, Канберра, Мельбурн та Сідней.

## Кваліфікація

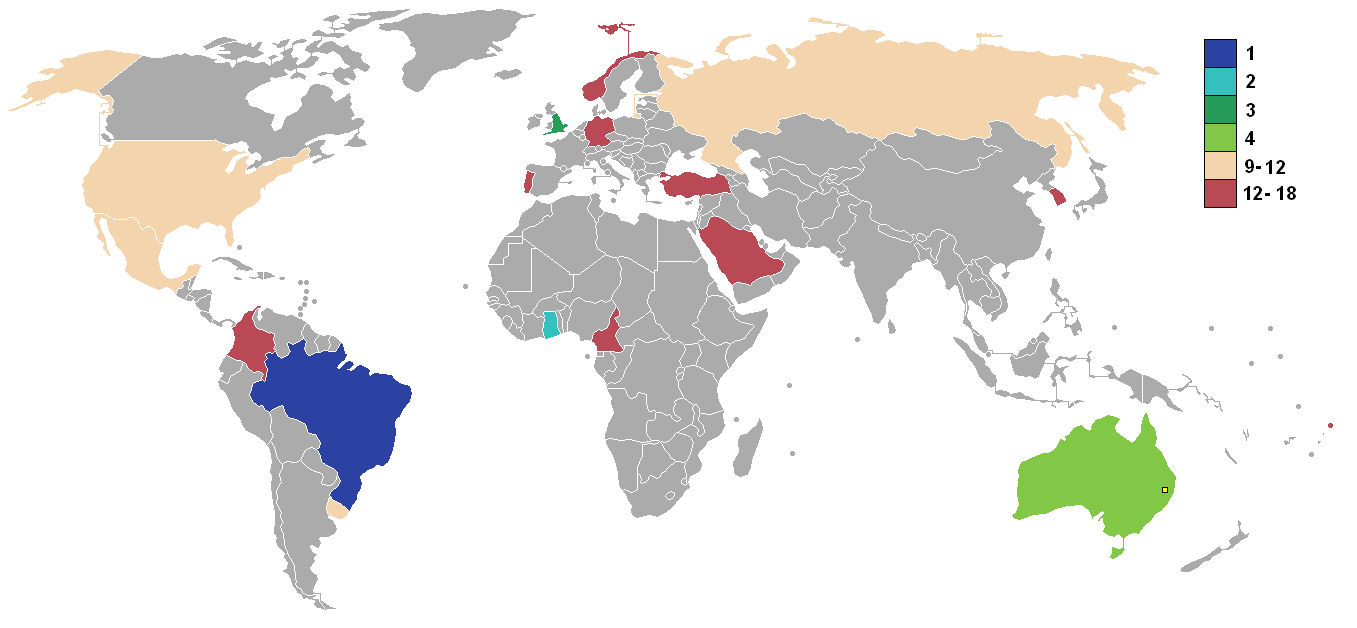
Країни-учасниці молодіжного чемпіонату світу та їх місця на турнірі

Австралія автоматично отримали місце у фінальному турнірі на правах господаря. Решта 15 учасників визначилися за підсумками 6-ти молодіжних турнірів, що проводились кожною Конфедерацією, яка входить до ФІФА.
| Конфедерація | Турнір                                      | Збірні                                                  |
| ------------ | ------------------------------------------- | ------------------------------------------------------- |
| АФК          | Молодіжний чемпіонат Азії 1992              | Саудівська Аравія Південна Корея                        |
| КАФ          | Молодіжний чемпіонат Африки 1993            | Камерун Гана1                                           |
| КОНКАКАФ     | Молодіжний чемпіонат КОНКАКАФ 1992          | Мексика США                                             |
| КОНМЕБОЛ     | Молодіжний чемпіонат Південної Америки 1992 | Бразилія Колумбія Уругвай                               |
| ОФК          | Господар                                    | Австралія                                               |
| УЄФА         | Юнацький чемпіонат Європи (U-18) 1992       | Англія Німеччина2 Норвегія Португалія Росія3 Туреччина1 |

1.↑  Дебютант молодіжних чемпіонатів світу.
2.↑  Німеччина дебютувала як об'єднана країна. До цього молодіжна збірна Західної Німеччини брала участь в турнірах 1981 і 1987 років, а Східної Німеччини — у турнірах 1987 та 1989 років.
3.↑  Росія дебютувала як незалежна країна. До того вона брала участь як частина Радянського Союзу на турнірах у 1977, 1979, 1983, 1985, 1989 і 1991 років.

## Стадіони
| Сідней                                                                                         | Канберра                                                                                       | Брисбен                        |
| ---------------------------------------------------------------------------------------------- | ---------------------------------------------------------------------------------------------- | ------------------------------ |
| Футбольний стадіон Місткість: 44.000                                                           | Канберра Стедіум Місткість: 25.000                                                             | Ланг Парк Місткість: 48.500    |
|                                                                                                |                                                                                                |                                |
| Сідней Канберра Брисбен Мельбурн АделаїдаМолодіжний чемпіонат світу з футболу 1993 (Австралія) | Сідней Канберра Брисбен Мельбурн АделаїдаМолодіжний чемпіонат світу з футболу 1993 (Австралія) | Мельбурн                       |
| Сідней Канберра Брисбен Мельбурн АделаїдаМолодіжний чемпіонат світу з футболу 1993 (Австралія) | Сідней Канберра Брисбен Мельбурн АделаїдаМолодіжний чемпіонат світу з футболу 1993 (Австралія) | Олімпік Парк Місткість: 18.500 |
| Сідней Канберра Брисбен Мельбурн АделаїдаМолодіжний чемпіонат світу з футболу 1993 (Австралія) | Сідней Канберра Брисбен Мельбурн АделаїдаМолодіжний чемпіонат світу з футболу 1993 (Австралія) |                                |
| Сідней Канберра Брисбен Мельбурн АделаїдаМолодіжний чемпіонат світу з футболу 1993 (Австралія) | Сідней Канберра Брисбен Мельбурн АделаїдаМолодіжний чемпіонат світу з футболу 1993 (Австралія) | Аделаїда                       |
| Сідней Канберра Брисбен Мельбурн АделаїдаМолодіжний чемпіонат світу з футболу 1993 (Австралія) | Сідней Канберра Брисбен Мельбурн АделаїдаМолодіжний чемпіонат світу з футболу 1993 (Австралія) | Футбол Парк Місткість: 51.240  |
| Сідней Канберра Брисбен Мельбурн АделаїдаМолодіжний чемпіонат світу з футболу 1993 (Австралія) | Сідней Канберра Брисбен Мельбурн АделаїдаМолодіжний чемпіонат світу з футболу 1993 (Австралія) |                                |

## Склади
Команди мали подати заявку з 18 гравців (двоє з яких — воротарі).

## Груповий етап
Переможці груп і команди, що зайняли другі місця, проходять в 1/4 фіналу.
| Умовні колірні позначення | Умовні колірні позначення             |
| ------------------------- | ------------------------------------- |
|                           | Команди, що проходять до чвертьфіналу |

### Група A
| Збірна    | О | І | В | Н | П | ГЗ | ГП | РГ | Кваліфікація         |
| --------- | - | - | - | - | - | -- | -- | -- | -------------------- |
| Росія     | 4 | 3 | 2 | 0 | 1 | 6  | 4  | +2 | Вийшли в чвертьфінал |
| Австралія | 4 | 3 | 2 | 0 | 1 | 5  | 4  | +1 | Вийшли в чвертьфінал |
| Камерун   | 2 | 3 | 1 | 0 | 2 | 4  | 5  | −1 |                      |
| Колумбія  | 2 | 3 | 1 | 0 | 2 | 5  | 7  | −2 |                      |

| 5 березня 1993 20:30 |

| Австралія              | 2−1      | Колумбія     |
| ---------------------- | -------- | ------------ |
| Миличич 39' Мускат 78' | Протокол | Самбрано 35' |

| Футбольний стадіон, Сідней Глядачів: 31,883 Арбітр: Кім Мільтон Нільсен (Данія) |

| 6 березня 1993 20:30 |

| Росія                   | 2−0      | Камерун |
| ----------------------- | -------- | ------- |
| Зазулін 1' Каратаєв 37' | Протокол |         |

| Канберра Стедіум, Канберра Глядачів: 5,362 Арбітр: Ренато Марсілья (Бразилія) |

| 8 березня 1993 18:15 |

| Колумбія                       | 3−2      | Камерун            |
| ------------------------------ | -------- | ------------------ |
| Самбрано 43', 83' Рестрепо 45' | Протокол | Фое 12' Ндієфі 44' |

| Канберра Стедіум, Канберра Глядачів: 3,749 Арбітр: Есса Рашед Ель-Яссас (Кувейт) |

| 8 березня 1993 20:30 |

| Австралія                                   | 3−1      | Росія     |
| ------------------------------------------- | -------- | --------- |
| Магомедов 12' (аг) Миличич 69' Агостіно 81' | Протокол | Чудін 18' |

| Футбольний стадіон, Сідней Глядачів: 18,982 Арбітр: Родріго Баділья (Коста-Рика) |

| 11 березня 1993 18:15 |

| Колумбія             | 1−3      | Росія                                      |
| -------------------- | -------- | ------------------------------------------ |
| Бетанкорт 63' (пен.) | Протокол | Каратаєв 6' (пен.) Ананко 19' Савченко 86' |

| Футбольний стадіон, Сідней Глядачів: 27,581 Арбітр: Кім Мільтон Нільсен (Данія) |

| 11 березня 1993 20:30 |

| Австралія | 0−2      | Камерун             |
| --------- | -------- | ------------------- |
|           | Протокол | Чутанг 44' Ембе 90' |

| Футбольний стадіон, Сідней Глядачів: 27,581 Арбітр: Ренато Марсілья (Бразилія) |

### Група B
| Збірна     | О | І | В | Н | П | ГЗ | ГП | РГ | Кваліфікація         |
| ---------- | - | - | - | - | - | -- | -- | -- | -------------------- |
| Уругвай    | 5 | 3 | 2 | 1 | 0 | 5  | 3  | +2 | Вийшли в чвертьфінал |
| Гана       | 4 | 3 | 1 | 2 | 0 | 5  | 3  | +2 | Вийшли в чвертьфінал |
| Німеччина  | 3 | 3 | 1 | 1 | 1 | 4  | 4  | 0  |                      |
| Португалія | 0 | 3 | 0 | 0 | 3 | 1  | 5  | −4 |                      |

| 6 березня 1993 18:15 |

| Португалія | 0–1        | Німеччина |
| ---------- | ---------- | --------- |
|            | (Протокол) | Янкер 86' |

| Ланг Парк, Брисбен Глядачів: 15,000 Арбітр: Ремі Гаррель (Франція) |

| 6 березня 1993 20:30 |

| Уругвай    | 1–1        | Гана        |
| ---------- | ---------- | ----------- |
| Корреа 22' | (Протокол) | Агінфул 72' |

| Ланг Парк, Брисбен Глядачів: 15,000 Арбітр: Ахмет Чакар (Туреччина) |

| 9 березня 1993 18:15 |

| Німеччина                   | 2–2        | Гана               |
| --------------------------- | ---------- | ------------------ |
| Брайтенрайтер 39' Янкер 80' | (Протокол) | Куффур 36' Дуа 70' |

| Ланг Парк, Брисбен Глядачів: 6,000 Арбітр: Летчманасамі Казірвелу (Малайзія) |

| 9 березня 1993 20:30 |

| Португалія | 1–2        | Уругвай        |
| ---------- | ---------- | -------------- |
| Бамбу 32'  | (Протокол) | О'Нілл 8', 87' |

| Ланг Парк, Брисбен Глядачів: 6,000 Арбітр: Фреді Бургос Ескобар (Гватемала) |

| 11 березня 1993 18:15 |

| Німеччина         | 1–2        | Уругвай             |
| ----------------- | ---------- | ------------------- |
| Брайтенрайтер 74' | (Протокол) | Лопес 2' Корреа 65' |

| Ланг Парк, Брисбен Глядачів: 7,000 Арбітр: Ахмет Чакар (Туреччина) |

| 11 березня 1993 20:30 |

| Португалія | 0–2        | Гана                  |
| ---------- | ---------- | --------------------- |
|            | (Протокол) | Лемпті 5' Аконнор 42' |

| Ланг Парк, Брисбен Глядачів: 7,000 Арбітр: Летчманасамі Казірвелу (Малайзія) |

### Група C
| Збірна         | О | І | В | Н | П | ГЗ | ГП | РГ | Кваліфікація         |
| -------------- | - | - | - | - | - | -- | -- | -- | -------------------- |
| Англія         | 5 | 3 | 2 | 1 | 0 | 3  | 1  | +2 | Вийшли в чвертьфінал |
| США            | 3 | 3 | 1 | 1 | 1 | 8  | 3  | +5 | Вийшли в чвертьфінал |
| Південна Корея | 3 | 3 | 0 | 3 | 0 | 4  | 4  | 0  |                      |
| Туреччина      | 1 | 3 | 0 | 1 | 2 | 1  | 8  | −7 |                      |

| 7 березня 1993 18:15 |

| Південна Корея    | 1–1        | Англія   |
| ----------------- | ---------- | -------- |
| Вотсон 32' (а.г.) | (Протокол) | Пірс 82' |

| Олімпік Парк, Мельбурн Глядачів: 15,732 Арбітр: Гельмут Круг (Німеччина) |

| 7 березня 1993 20:30 |

| Туреччина | 0–6        | США                                             |
| --------- | ---------- | ----------------------------------------------- |
|           | (Протокол) | Баба 22' Джозеф 26', 72' Факларіс 28', 46', 90' |

| Олімпік Парк, Мельбурн Глядачів: 15,732 Арбітр: Хорхе Ньєвес (Уругвай) |

| 9 березня 1993 18:15 |

| Англія           | 1–0        | США |
| ---------------- | ---------- | --- |
| Барт-Вільямс 69' | (Протокол) |     |

| Олімпік Парк, Мельбурн Глядачів: 9,274 Арбітр: Хорхе Ньєвес (Уругвай) |

| 9 березня 1993 20:30 |

| Південна Корея | 1–1        | Туреччина  |
| -------------- | ---------- | ---------- |
| Чо Джин Хо 48' | (Протокол) | Речбер 85' |

| Олімпік Парк, Мельбурн Глядачів: 9,274 Арбітр: Доджі Мавук Хуннаке Куассі (Того) |

| 11 березня 1993 18:15 |

| Англія     | 1–0        | Туреччина |
| ---------- | ---------- | --------- |
| Йоахім 12' | (Протокол) |           |

| Олімпік Парк, Мельбурн Глядачів: 12,972 Арбітр: Хорхе Ньєвес (Уругвай) |

| 11 березня 1993 20:30 |

| Південна Корея      | 2–2        | США                    |
| ------------------- | ---------- | ---------------------- |
| Лі Кі Хьон 39', 52' | (Протокол) | Келлі 37' Завагнін 78' |

| Олімпік Парк, Мельбурн Глядачів: 12,972 Арбітр: Гельмут Круг (Німеччина) |

### Група D
| Збірна            | О | І | В | Н | П | ГЗ | ГП | РГ | Кваліфікація         |
| ----------------- | - | - | - | - | - | -- | -- | -- | -------------------- |
| Бразилія          | 5 | 3 | 2 | 1 | 0 | 4  | 1  | +3 | Вийшли в чвертьфінал |
| Мексика           | 4 | 3 | 2 | 0 | 1 | 6  | 3  | +3 | Вийшли в чвертьфінал |
| Саудівська Аравія | 2 | 3 | 0 | 2 | 1 | 1  | 2  | −1 |                      |
| Норвегія          | 1 | 3 | 0 | 1 | 2 | 0  | 5  | −5 |                      |

| 7 березня 1993 18:15 |

| Мексика                    | 3–0        | Норвегія |
| -------------------------- | ---------- | -------- |
| Ньєто 45', 71' Олальде 84' | (Протокол) |          |

| Футбол Парк, Аделаїда Глядачів: 10,000 Арбітр: Річард Лоренц (Австралія) |

| 7 березня 1993 20:30 |

| Бразилія | 0–0        | Саудівська Аравія |
| -------- | ---------- | ----------------- |
|          | (Протокол) |                   |

| Футбол Парк, Аделаїда Глядачів: 10,000 Арбітр: Сергій Хусаїнов (Росія) |

| 9 березня 1993 18:15 |

| Норвегія | 0–0        | Саудівська Аравія |
| -------- | ---------- | ----------------- |
|          | (Протокол) |                   |

| Футбол Парк, Аделаїда Глядачів: 10,000 Арбітр: Омер Єнго (Республіка Конго) |

| 9 березня 1993 20:30 |

| Мексика   | 1–2        | Бразилія                           |
| --------- | ---------- | ---------------------------------- |
| Ньєто 80' | (Протокол) | Адріано 22' (пен.) Жиан 56' (пен.) |

| Футбол Парк, Аделаїда Глядачів: 10,000 Арбітр: Армандо Перес Ойос (Колумбія) |

| 11 березня 1993 18:15 |

| Норвегія | 0–2        | Бразилія             |
| -------- | ---------- | -------------------- |
|          | (Протокол) | Жиан 59' Адріано 62' |

| Футбол Парк, Аделаїда Глядачів: 7,000 Арбітр: Сергій Хусаїнов (Росія) |

| 11 березня 1993 20:30 |

| Мексика          | 2–1        | Саудівська Аравія |
| ---------------- | ---------- | ----------------- |
| Салазар 60', 72' | (Протокол) | Аль-Таркуні 5'    |

| Футбол Парк, Аделаїда Глядачів: 7,000 Арбітр: Річард Лоренц (Австралія) |

## Плей-оф
|  | Чвертьфінали          | Чвертьфінали          |                     |           | Півфінали   | Півфінали   |  |  | Фінал               | Фінал |
|  |                       |                       |                     |           |             |             |  |  |                     |       |
|  | 13 березня — Сідней   |                       |                     |           |             |             |  |  |                     |       |
|  |                       |                       |                     |           |             |             |  |  |                     |       |
|  | Росія                 | 0                     |                     |           |             |             |  |  |                     |       |
|  | Росія                 | 0                     | 17 березня — Сідней |           |             |             |  |  |                     |       |
|  | Гана                  | 3                     |                     |           |             |             |  |  |                     |       |
|  | Гана                  | 3                     | Гана                | 2         |             |             |  |  |                     |       |
|  | 14 березня — Мельбурн |                       | Гана                | 2         |             |             |  |  |                     |       |
|  |                       | Англія                | 1                   |           |             |             |  |  |                     |       |
|  | Англія (пен.)         | Англія                | 1                   | 0 (4)     |             |             |  |  |                     |       |
|  | Англія (пен.)         |                       | 20 березня — Сідней | 0 (4)     |             |             |  |  |                     |       |
|  | Мексика               | 0 (3)                 |                     |           |             |             |  |  |                     |       |
|  | Мексика               | 0 (3)                 | Гана                | 1         |             |             |  |  |                     |       |
|  | 13 березня — Брисбен  |                       | Гана                | 1         |             |             |  |  |                     |       |
|  |                       | Бразилія              | 2                   |           |             |             |  |  |                     |       |
|  | Уругвай               | Бразилія              | 2                   | 1         |             |             |  |  |                     |       |
|  | Уругвай               | 17 березня — Мельбурн |                     | 1         |             |             |  |  |                     |       |
|  | Австралія (д.ч.)      | 2                     |                     |           |             |             |  |  |                     |       |
|  | Австралія (д.ч.)      | 2                     | Австралія           | 0         | Третє місце | Третє місце |  |  |                     |       |
|  | 14 березня — Аделаїда |                       | Австралія           | 0         | Третє місце | Третє місце |  |  |                     |       |
|  |                       | Бразилія              | 2                   |           |             |             |  |  |                     |       |
|  | Бразилія              | Бразилія              | 2                   | 3         | Англія      | 2           |  |  |                     |       |
|  | Бразилія              |                       |                     | 3         | Англія      | 2           |  |  |                     |       |
|  | США                   | 0                     |                     | Австралія | 1           |             |  |  |                     |       |
|  | США                   | 0                     |                     |           | 1           |             |  |  |                     |       |
|  |                       |                       |                     |           |             |             |  |  | 20 березня — Сідней |       |
|  |                       |                       |                     |           |             |             |  |  |                     |       |

### Чвертьфінали
| 13 березня 1993 18:15 |

| Уругвай  | 1–2        | Австралія               |
| -------- | ---------- | ----------------------- |
| Сена 21' | (Протокол) | Агостіно 59' Карбон 99' |

| Ланг Парк, Брисбен Глядачів: 14,000 Арбітр: Ремі Гаррель (Франція) |

| 13 березня 1993 20:30 |

| Росія | 0–3        | Гана                          |
| ----- | ---------- | ----------------------------- |
|       | (Протокол) | Агінфул 72' Аддо 75' Асаре 83 |

| Футбольний стадіон, Сідней Глядачів: 16,710 Арбітр: Родріго Баділья (Коста-Рика) |

| 14 березня 1993 18:15 |

| Англія                                  | 0–0        | Мексика                                          |
| --------------------------------------- | ---------- | ------------------------------------------------ |
|                                         | (Протокол) |                                                  |
|                                         | Пенальті   |                                                  |
| Поллок · Каскі · Томпсон · Барт-Вільямс | 4–3        | Олальде · Аманте · Астівія · К. Гонсалес · Соліс |

| Олімпік Парк, Мельбурн Глядачів: 11,000 Арбітр: Гельмут Круг (Німеччина) |

| 14 березня 1993 20:30 |

| Бразилія                   | 3–0        | США |
| -------------------------- | ---------- | --- |
| Бруно 32', 90' Адріано 51' | (Протокол) |     |

| Футбол Парк, Аделаїда Глядачів: 12,000 Арбітр: Кім Мільтон Нільсен (Данія) |

### Півфінали
| 17 березня 1993 18:30 |

| Австралія | 0–2        | Бразилія                 |
| --------- | ---------- | ------------------------ |
|           | (Протокол) | Марселіньйо 77' Кате 89' |

| Олімпік Парк, Мельбурн Глядачів: 22,100 Арбітр: Гельмут Круг (Німеччина) |

| 17 березня 1993 20:30 |

| Гана                         | 2–1        | Англія            |
| ---------------------------- | ---------- | ----------------- |
| Агінфул 14' (пен.) Гарго 24' | (Протокол) | Поллок 49' (пен.) |

| Футбольний стадіон, Сідней Глядачів: 21,069 Арбітр: Армандо Перес Ойос (Колумбія) |

### Матч за третє місце
| 20 березня 1993 16:30 |

| Англія                 | 2–1        | Австралія   |
| ---------------------- | ---------- | ----------- |
| Ансворт 39' Йоахім 85' | (Протокол) | Миличич 52' |

| Футбольний стадіон, Сідней Глядачів: 40,015 Арбітр: Летчманасамі Казірвелу (Малайзія) |

### Фінал
| 20 березня 1993 19:00 |

| Гана    | 1–2        | Бразилія        |
| ------- | ---------- | --------------- |
| Дуа 15' | (Протокол) | Ян 50' Жиан 88' |

| Футбольний стадіон, Сідней Глядачів: 40,015 Арбітр: Ахмет Чакар (Туреччина) |

## Чемпіон
| Чемпіони світу U-20 1993 Бразилія (3-ій титул) Діда • Бруно Карвальйо • Желсон • Жуарез • Марселіньйо Пауліста • Вагнер • Кате • Емерсон • Жиан • Адріано • Ян • Фабіо • Андре Луїс • Аржел • Ермес • Каїко • Фабіньйо Фонтес • Маріо Жардел • Тренер: Жуліо Сезар Леал |

## Нагороди
По завершенні турніру були оголошені такі нагороди:
| Золотий бутс   | Золотий м'яч | Нагорода Fair Play |
| -------------- | ------------ | ------------------ |
| Генрі Самбрано | Адріано      | Англія             |

## Бомбардири
3 голи
- Анте Миличич
- Жиан
- Адріано
- Генрі Самбрано
- Огустін Агінфул
- Вісенте Ньєто
- Кріс Факларіс

2 голи
| - Пол Агостіно - Джуліан Йоахім - Андре Брайтенрайтер - Карстен Янкер | - Еммануель Дуа - Луїс Салазар - Олександр Каратаєв - Лі Кі Хьон | - Майлз Джозеф - Фабіан О'Нілл - Фернадо Корреа |

1 гол
| - Ентоні Карбон - Кевін Мускат - Бруно Карвальйо - Кате - Марселіньйо Пауліста - Ян - Бернар Чутанг - Давід Ембе - Марк-Вів'єн Фое - П'юс Ндієфі - Арлей Бетанкорт - Оскар Рестрепо | - Кріс Барт-Вільямс - Девід Ансворт - Іан Пірс - Джеймі Поллок - Чарльз Аконнор - Даніель Аддо - Айзек Асаре - Мохаммед Гарго - Нії Лемпті - Самуель Куффур - Хесус Олальде - Бамбу | - Олексій Савченко - Дмитро Ананко - Ігор Зазулін - Сергій Чудін - Абдулла Аль-Таркуні - Чо Джин Хо - Серкан Речбер - Браян Келлі - Імад Баба - Керрі Завагнін - Дієго Лопес - Серхіо Сена Ламела |

Автогол
- Стів Вотсон (проти Південної Кореї)
- Мурад Магомедов (проти Австралії)

## Підсумкова таблиця
| М                              | Збірна            | І | В | Н | П | ГЗ | ГП | РГ | О  |
| ------------------------------ | ----------------- | - | - | - | - | -- | -- | -- | -- |
| 1                              | Бразилія          | 6 | 5 | 1 | 0 | 11 | 2  | +9 | 11 |
| 2                              | Гана              | 6 | 3 | 2 | 1 | 11 | 6  | +5 | 8  |
| 3                              | Англія            | 6 | 3 | 2 | 1 | 6  | 4  | +2 | 8  |
| 4                              | Австралія         | 6 | 3 | 0 | 3 | 8  | 9  | –1 | 6  |
| Вибули в чвертьфіналі          |                   |   |   |   |   |    |    |    |    |
| 5                              | Мексика           | 4 | 2 | 1 | 1 | 6  | 3  | +3 | 5  |
| 6                              | Уругвай           | 4 | 2 | 1 | 1 | 6  | 5  | +1 | 5  |
| 7                              | Росія             | 4 | 2 | 0 | 2 | 6  | 7  | –1 | 4  |
| 8                              | США               | 4 | 1 | 1 | 2 | 8  | 6  | +2 | 3  |
| Вибули після групового турніру |                   |   |   |   |   |    |    |    |    |
| 9                              | Німеччина         | 3 | 1 | 1 | 1 | 4  | 4  | 0  | 3  |
| 10                             | Південна Корея    | 3 | 0 | 3 | 0 | 4  | 4  | 0  | 3  |
| 11                             | Камерун           | 3 | 1 | 0 | 2 | 4  | 5  | –1 | 2  |
| 12                             | Колумбія          | 3 | 1 | 0 | 2 | 5  | 7  | –2 | 2  |
| 13                             | Саудівська Аравія | 3 | 0 | 2 | 1 | 1  | 2  | –1 | 2  |
| 14                             | Норвегія          | 3 | 0 | 1 | 2 | 0  | 5  | –5 | 1  |
| 15                             | Туреччина         | 3 | 0 | 1 | 2 | 1  | 8  | –7 | 1  |
| 16                             | Португалія        | 3 | 0 | 0 | 3 | 1  | 5  | –4 | 0  |

## Договірні матчі
У 2010-х роках з'явилася інформація, що збірна Росії навмисне здала матч 1/4 фіналу проти збірної Гани, поставивши в тоталізаторі на перемогу африканської команди. Це підтверджували футболіст Євген Харлачов, що залишився в тому матчі в запасі, а також головний тренер команди Олександр Піскарьов. .